# Phyllanthus veillonii
Phyllanthus veillonii är en emblikaväxtart som beskrevs av Maurice Schmid. Phyllanthus veillonii ingår i släktet Phyllanthus och familjen emblikaväxter. Inga underarter finns listade i Catalogue of Life.